# Txagorritxu
Txagorritxu és un barri de la ciutat de Vitòria (Àlaba). Té una població de 9.181 habitants (2008). Es creu que el seu nom prové d'Etxegorritxo (Etxe + gorri + txo, petita casa vermella).

## Situació
Està situat a la zona nord-oest de la ciutat i el seu principal servei és l'Hospital del mateix nom, el més important de la ciutat i un dels més grans de la comunitat autònoma. Es tracta d'un barri totalment residencial, ja que manca de locals comercials i de restauració.
Dins del seu territori s'hi troba l'institut Miguel de Unamuno anteriorment Col·legi públic, que donava servei a alumnes d'educació General Bàsica (ESO) per a nens d'entre 12 i 18 anys el centre de formació de l'INEM i un centre per a persones de la tercera edat conegut com "la residència d'ancians".
Les seves festes estan lligades al barri veí de Gazalbide celebrant-se en la mateixa data dins d'aquest barri, aquest festeig rep el nom de "festes de txagorribidea".